# 1625 en littérature
| Années de la littérature : 1622 - 1623 - 1624 - 1625 - 1626 - 1627 - 1628    |
| Décennies de la littérature : 1590 - 1600 - 1610 - 1620 - 1630 - 1640 - 1650 |

Cet article présente les faits marquants de l'année 1625 en littérature.

## Événements
- 12 février : John Milton est admis au Christ’s College de Cambridge[1].

- Formation à Paris vers 1625 des « Illustres Bergers » cercle littéraire constitué par de jeunes poètes tels Antoine Godeau, Guillaume Colletet[2], Pierre Cotignon de la Charnaye, François Ogier, Nicolas Frénicle, Claude Malleville, Jean Ogier de Gombauld, les frères Philippe et Germain Habert, Jean-César de Villeneuve et Louis Mauduit[3].

- Diffusion de la Conformité de l'éloquence de Monsieur Balzac, un pamphlet manuscrit du moine feuillant André de Saint-Denis qui accuse Jean-Louis Guez de Balzac de plagiat des anciens et des modernes dans ses Lettres publiées en 1624. Balzac et son ami François Ogier ripostent en 1627 avec l'Apologie pour Monsieur de Balzac dirigé explicitement contre les Feuillants[4].

## Parutions
- 1er août : dédicace à Monsieur, frère du Roy de l'ouvrage de  Marin Mersenne, La vérité des sciences contre les septiques ou pyrrhoniens, Paris, Toussaint du Bray, 1625 (présentation en ligne)

- Septembre : De jure belli ac pacis (en) (« Du droit de paix et de guerre »), code de droit international public de Grotius (1583-1645) dédié à Louis XIII, est publié à Paris chez Nicolaum Byon[5].

## Naissances
- Herman Frederik Waterloos, poète néerlandais († 1664).

## Décès
- 1er juin : Honoré d'Urfé, écrivain français (° 11 février 1567).
- 29 août : obsèques de John Fletcher, poète et dramaturge anglais  (° 1579).